# Каратйоки
Ка́ратйо́ки (фин. Karatjoki) — река в России, протекает по территории Суоярвского городского поселения Суоярвского района Карелии. Длина реки — 4 км, площадь водосборного бассейна — 1700 км².
Река берёт начало из озера Салонъярви на высоте 146,3 м над уровнем моря и далее течёт преимущественно в восточном направлении.
Впадает в озеро Суоярви на высоте 137,0 м над уровнем моря.
Населённые пункты на реке отсутствуют. До 1905 года в возле устья Каратйоки располагался Железоделательный завод святой Анны.
Код объекта в государственном водном реестре — 01040100112002000014052.